# Killian Geraci
Pour les articles homonymes, voir Geraci (homonymie).

a Compétitions nationales et continentales officielles uniquement.

b Matchs officiels uniquement.
Dernière mise à jour le 24 octobre 2022.
Killian Geraci, né le 25 mars 1999 à Grenoble, est un joueur international français de rugby à XV qui joue au poste de deuxième ligne au Lyon OU depuis 2019.

## Biographie

### Jeunesse et formation
Kilian Geraci est le fils de Stéphane Géraci, ancien troisième ligne passé par le FC Grenoble et le FCS Rumilly. Il commence le rugby à Seyssins dans la banlieue grenobloise en 2006, puis poursuit sa formation au FC Grenoble à partir de 2010. À 17 ans, en 2016, il intègre le Pôle France de Marcoussis.

### Débuts professionnels à Grenoble (2017-2019)
En septembre 2017, à 18 ans il dispute son premier match au niveau professionnel avec son club formateur, FC Grenoble. Il entre en jeu face à Béziers, lors de la cinquième journée de Pro D2 de la saison 2017-2018. À l'issue de cette saison, en mai 2018, il remporte le match de barrage pour la montée en Top 14 avec le FC Grenoble. Au total, il a joué dix-neuf matchs de Pro D2 pour sa première saison et a inscrit trois essais.
La saison suivante, il devient l'un des joueurs les plus importants de l'équipe grenobloise en Top 14, alors qu'il n'a que 19 ans. Il joue seize matchs de championnat dont la moitié en tant que titulaire, ainsi que trois rencontres de Challenge européen. En fin de saison, son club participe une nouvelle fois au match de barrage, cette fois pour éviter la relégation. Les Grenoblois s'inclinent face à Brive et descendent en deuxième division.
Killian Geraci, qui avait pourtant prolongé au FCG jusqu’en juin 2020, est transféré au Lyon OU à l'issue de cette saison, alors qu'il était courtisé par de nombreux clubs de Top 14 dont l'Union Bordeaux Bègles ou encore le Stade toulousain.

### Affirmation à Lyon (depuis 2019)
Dès son arrivée à Lyon, pour la saison 2019-2020, Killian Geraci arrive à se faire une place dans l'effectif, malgré la concurrence en deuxième ligne (Oosthuizen, Lambey, Roodt, Goujon). Cette saison, il joue neuf matchs de Top 14 et découvre la Coupe d'Europe, durant laquelle il participe à quatre rencontres.
Pour la saison 2020-2021, le LOU espère que Killian Geraci confirme les espoirs placés en lui, après une première saison prometteuse. Il joue au total dix-neuf matchs toutes compétitions confondues cette saison. 
Lors de la saison 2021-2022, il est en concurrence à son poste avec Romain Taofifenua, qui vient d'arriver, Temo Mayanavanua, et Félix Lambey, après le départ d'Izack Rodda. Fin octobre 2021, il prolonge son contrat avec le LOU de deux saisons, le liant au club rhodanien jusqu'en 2024. Alors qu'il réalisait un bon début de saison et postulait à une place en équipe de France pour le Tournoi des Six Nations 2022, il est victime d’une rupture du ligament croisé antérieur du genou droit lors de la quinzième journée de Top 14, en janvier 2022. Cette blessure met ainsi fin à sa saison,. Il ne joue donc que douze match cette saison.
Il est de retour de blessure lors de la cinquième journée de Top 14 de la saison 2022-2023, face au Stade français, après presque neuf mois d'absence.

### Carrière internationale
En début d'année 2016, Killian Geraci est retenu en équipe de France des moins de 18 ans pour participer aux matchs de préparation au Championnat d'Europe des moins de 18 ans. Il participe ensuite au Championnat d'Europe que la France remporte. Quelques mois plus tard, il est appelé par Guy Novès en équipe de France sénior, afin de préparer un match face à la Nouvelle-Zélande. Déjà présent à Marcoussis, il a seulement été convoqué pour faire le nombre lors des oppositions durant cette semaine de préparation. Fin novembre 2016, il est convoqué pour participer au Tournoi de Dubaï avec l'équipe de France à 7 des moins de 18 ans, qu'il remporte.
L'année suivante, il est surclassé et participe au Tournoi des Six Nations des moins de 20 ans 2017, durant lequel il joue trois matchs, puis est convoqué à plusieurs reprises avec l'équipe de France des moins de 19 ans,. Il est ensuite appelé pour participer au mondial des moins de 20 ans pour remplacer Charlie Francoz, blessé à l'épaule. Durant cette compétition, il participe à trois matchs.
De même les deux années suivantes, il participe d'abord au Tournoi de Six nations des moins de 20 ans puis au championnat du monde junior,. En 2018, il remporte le Tournoi des Six nations des moins de 20 ans, puis le championnat du monde junior. En 2019, il remporte le championnat du monde junior pour la seconde fois consécutive, en battant l'Australie en finale, après avoir réalisé une très bonne performance durant ce match.
Un an après son second titre de champion du monde junior, il est appelé pour la première fois dans le groupe de l'équipe de France, en janvier 2020, pour préparer le Tournoi des Six Nations à la suite de la prise de fonction du nouveau sélectionneur Fabien Galthié. Il ne joue cependant aucun match dans ce tournoi. Quelques mois plus tard, il est de nouveau sélectionné avec les Bleus pour participer aux deux derniers matchs de la Coupe d'automne des nations, en fin d'année 2020, dans un groupe largement remanié. Il connaît sa première cape, lors du match face à l'Italie, durant lequel il est titulaire aux côtés de Baptiste Pesenti en deuxième ligne, avant d'être remplacé par Cyril Cazeaux en seconde période. Il est également titulaire pour la finale de la coupe face à l'Angleterre et joue l'intégralité de la rencontre qui se termine après prolongations. Après un match très disputé, les Anglais s'imposent 22 à 19,.
L'année suivante, en 2021, il est de nouveau appelé en équipe de France, pour la tournée d'été en Australie, durant laquelle il joue deux matchs,. Puis, pour la tournée d'automne, mais ne joue aucun match durant celle-ci.
En octobre 2022, il est sélectionné parmi 42 joueurs pour préparer la tournée d'automne de novembre 2022. Initialement prévu sur le banc des remplaçants lors du premier match de la tournée, contre l'Australie, il se blesse à un genou à l'échauffement, le contraignant à déclarer forfait à la dernière minute. Il est alors remplacé par Matthis Lebel pour ce match.
À l'issue de la saison 2022-2023, il est appelé dans une liste de 23 joueurs pour participer à un stage avec les Bleus. Cette liste est marquée par l'absence des joueurs étant demi-finalistes du championnat.

## Style de jeu
Killian Geraci est un deuxième ligne moderne, complet. C'est un bon preneur de balle en touche ou sur les renvois. Il est plutôt puissant (115 kilos) et donc capable de porter le ballon, d'avancer au contact, et d'être sollicité autour des regroupements sur les premiers temps de jeu. Il est également endurant et habile techniquement.

## Statistiques

### En club
| Saison            | Club              | Championnat   | Championnat | Championnat | Coupe d'Europe                         | Coupe d'Europe                         | Coupe d'Europe                         |
| Saison            | Club              | Compétition   | M           | Ess.        | Compétition                            | M                                      | Ess.                                   |
| ----------------- | ----------------- | ------------- | ----------- | ----------- | -------------------------------------- | -------------------------------------- | -------------------------------------- |
| 2017-2018         | FC Grenoble       | Pro D2        | 19          | 3           | Pas de qualification en Coupe d'Europe | Pas de qualification en Coupe d'Europe | Pas de qualification en Coupe d'Europe |
| 2018-2019         | FC Grenoble       | Top 14        | 16          | -           | Challenge européen                     | 3                                      | -                                      |
| Total FC Grenoble | Total FC Grenoble | Pro D2/Top 14 | 35          | 3           | Coupes d'Europe                        | 3                                      | 0                                      |
| 2019-2020         | Lyon OU           | Top 14        | 9           | -           | Coupe d'Europe                         | 4                                      | -                                      |
| 2020-2021         | Lyon OU           | Top 14        | 18          | -           | Coupe d'Europe                         | 1                                      | -                                      |
| 2021-2022         | Lyon OU           | Top 14        | 10          | -           | Challenge européen                     | 2                                      | -                                      |
| 2022-2023         | Lyon OU           | Top 14        | 10          | -           | Champions Cup                          | 2                                      | -                                      |
| Total Lyon OU     | Total Lyon OU     | Top 14        | 47          | 0           | Coupe d'Europe                         | 9                                      | 0                                      |
| Total             | Total             | Pro D2/Top 14 | 82          | 3           | Coupes d'Europe                        | 12                                     | 0                                      |

### Internationales

#### Équipe de France des moins de 20 ans
Killian Geraci a disputé plusieurs matchs avec les équipes de France des moins de 18 ans puis des moins de 19 ans en 2016 et 2017. Avec l'équipe de France des moins de 20 ans, il a disputé dix-huit matchs en trois saisons, prenant part à trois éditions du Tournoi des Six Nations en 2017, 2018 et 2019 et à trois éditions du championnat du monde junior en 2017, 2018 et 2019. Il a inscrit un seul essai, soit cinq points.

#### XV de France
Au 24 octobre 2022, Killian Geraci compte quatre sélections en équipe de France. Il n'a pas inscrit de points. Il connaît sa première sélection avec les Bleus le 28 novembre 2020 face à l'Italie, lors de la Coupe d'automne des nations.
| Année | Compétition                 | Matchs | Points | Essais |
| ----- | --------------------------- | ------ | ------ | ------ |
| 2020  | Coupe d'automne des nations | 2      | 0      | 0      |
| 2021  | Test matchs                 | 2      | 0      | 0      |
| Total | Total                       | 4      | 0      | 0      |

## Palmarès

### En club
- FC Grenoble
  - Finaliste du Championnat de France de Pro D2 en 2018
  - Vainqueur du Barrage d'accession au Top 14 en 2018

- Lyon OU
  - Vainqueur du Challenge européen en 2022[N 1]

### En équipe nationale
- France -18
  - Vainqueur du Tournoi à 7 de Dubaï en 2016 avec l'équipe de France 7's des moins de 18 ans[25]
  - Vainqueur du Champion d'Europe des moins de 18 ans en 2016[22]

- France -20
  - Vainqueur du Tournoi des Six Nations des moins de 20 ans en 2018
  - Vainqueur du Championnat du monde junior de rugby à XV en 2018 et 2019

- France
  - Finaliste de la Coupe d'automne des nations en 2020